# Cènids
Els cènids (Caenidae) són una família d'insectes efemeròpters. Va ser descrita per l'entomòleg britànic Edward Newman (1801-1876) el 1853.
Són freqüents i viuen a les vores dels rius i en llocs de poc corrent. Els adults no tenen ales posteriors i disposen de tres cercs (cues). Solen ser petites, generalment inferiors a 12 mm. El primer parell d'ales té un serrell de pèls característic i la venació és reduïda. Les nimfes viuen en fons de corrents lents i tenen la segona brànquia desenvolupada fent com un estoig que amaga les següents. A diferència d'altres efímeres, aquestes poden trobar-se en ambients degradats i no són, doncs, indicadors fiables d'aigües no contaminades.

## Taxonomia
A Europa n'hi ha tres gèneres, Brachycercus, Cercobrachus i Caenis. Arreu del món hi ha 28 gèneres i més de cent espècies:
- Aenigmocaenis Malzacher, 2009
- Afrocaenis Gillies, 1982
- Afrocercus Malzacher, 1987
- Alloretochus Sun & McCafferty, 2008
- Amercaenis Provonsha & McCafferty, 1985
- Barnardara McCafferty & Provonsha, 1995
- Brachycercus Curtis, 1834
- Brasilocaenis Puthz, 1975
- Caenis Stephens, 1833
- Caenoculis Soldan, 1986
- Caenopsella Gillies, 1977
- Callistellina Sun & McCafferty, 2004
- Cercobrachys Soldán, 1986
- Clypeocaenis Soldan, 1978
- Irpacaenis Suter, 1999
- Kalimaenis Malzacher, 2013
- Latineosus Sun & McCafferty, 2008
- Madecocercus Malzacher, 1995
- Niandancus Malzacher, 2009
- Oriobrachys Sun & McCafferty, 2008
- Provonshara Malzacher, 2014
- Sparbarus Sun & McCafferty, 2008
- Susperatus Sun & McCafferty, 2008
- Tasmanocoenis Lestage, 1930
- Tigrocercus Malzacher, 2006
- Tillyardocaenis Kluge, 2004
- Trichocaenis Malzacher, 2009
- Wundacaenis Suter, 1993